# UX Возничего
UX Возничего (лат. UX Aurigae), HD 33877 — одиночная переменная звезда в созвездии Возничего на расстоянии приблизительно 2016 световых лет (около 618 парсеков) от Солнца. Видимая звёздная величина звезды — от +9,2m до +8,4m.

## Характеристики
UX Возничего — красный гигант или яркий гигант, пульсирующая полуправильная переменная звезда типа SRC (SRC) спектрального класса M4II или M5III. Эффективная температура — около 3295 К.